# Carlos Roque
Pour les articles homonymes, voir Roque.
Carlos Roque, né à Lisbonne le 12 avril 1936 et décédé à Bruxelles le 27 juillet 2006 est un auteur de bande dessinée portugais d'expression française.

## Biographie
Carlos Roque naît le 12 avril 1936 à Lisbonne.
Il étudie à l'école Antonio Arroio. Au cours des années 1950, il travaille dans la publicité et la presse. 
Il est dessinateur et maquettiste pour des magazines comme O Século, O Século Ilustrado, Modas & Bordados et Vida Mundial. Il commence à contribuer aux publications O Mosquito et O Mundo de Aventuras en 1951, puis un peu plus tard, également pour Joaninha. Il dessine ses premières bandes dessinées pour Camarada magazine où il crée le personnage de Malaquias et fournit des illustrations pour des nouvelles ainsi qu'un long récit O Cruzeiro do Caranguejo qui est compilé en album.
Roque et sa femme Monique fuient la dictature de Salazar et s'installent en Belgique en 1964. Là, il commence à travailler pour le service publicité du journal de Tintin. Il dessine des histoires scénarisées par Yves Duval. Il  travaille aussi pour les sociétés sœurs des éditions du Lombard que sont Publiart et Publiart-Jeunesse, concevant des publicités pour la Chocosweet et la bière Viking. En novembre 1965, il est engagé par la maison d'édition Dupuis, pour travailler comme dessinateur et maquettiste au bureau dessin aux côtés de Serge Gennaux. Spécialisé dans la recherche graphique, Roque est présent dans Spirou sous forme de titres, d'illustration de sommaires et compose les couvertures en y intégrant les différents éléments, il fait de même pour l'édition néerlandaise du journal Robbedoes.  
Dans Spirou, il crée les séries Angélique et surtout Wladimyr, qui lui vaut en 1976 le prix Saint-Michel du meilleur dessin fantaisiste.
Carlos Roque meurt le 27 juillet 2006 à Bruxelles à l'âge de 70 ans.

#### Périodiques
- M. Archive alias Thierry Martens, « Dossier Spirou : Qui est qui ? », Spirou (supplément), Dupuis, no 1652,‎ 11 décembre 1969, p. 4 (lire en ligne)
- Hugues Dayez, « Les Aventures d'un journal : Carlos Roque, du Portugal à Marcinelle », Spirou, Dupuis, no 4126,‎ 10 mai 2017, p. 31

#### Articles
- Philippe Magneron, « Roque, Carlos - Biographie - Bibliographie », BD Gest',‎ 30 octobre 2022 (lire en ligne, consulté le 30 octobre 2022)